# Strassen
Strassen (luxembourgsk: Stroossen) er en kommune og et byområde i storhertugdømmet Luxembourg. Kommunen, som har et areal på 10,71 km², ligger i kantonen Luxembourg i distriktet Luxembourg. I 2005 havde kommunen 6.173 indbyggere.
49°37′09″N 6°04′19″Ø / 49.6192°N 6.0719°Ø